# Oradea
Oradea o anche Oradea Mare (in ungherese Nagyvárad, in tedesco Großwardein, in latino Magnovaradinum, in italiano storico Gran Varadino) è un municipio della Romania, capoluogo del distretto di Bihor e della regione storica della Crișana (tradizionalmente inglobata nella Transilvania). La città ha una popolazione di 183 105 abitanti. Nel 2005 è stata istituita la zona metropolitana di Oradea che comprende Oradea e 11 comuni a essa limitrofi.

## Geografia fisica
La città si trova vicino al confine ungherese, sul fiume Crișul Repede, "Criș veloce".

## Storia
Oradea viene menzionata per la prima volta, in latino, come Varadinum nel 1113.
La cittadella di Oradea, le cui rovine sono tutt'oggi visibili, si trova menzionata per la prima volta nel 1241 per l'inizio di rapidi lavori di restauro e di consolidamento resisi necessari per difendere la città dall'attacco dei Mongoli e dei Tartari. Il vescovo pugliese Rogerius descrive la distruzione della città da parte dei tartari nella sua Carmen Miserabile. La fortezza di Oradea fu il luogo di sepoltura della dinastia Arpadi, re di Ungheria e fu luogo di pellegrinaggio consacrato da San Ladislao, santo protettore della città, per la cultura romano-cattolica. Fu nel Rinascimento una celebre biblioteca creata dal vescovo Andrea Scolari, dove studiò il futuro re d'Ungheria Mattia Corvino. Sempre da questa città, dalla sua biblioteca e dalle sue statue di bronzo prese avvio poetico Janus Pannonius, prima di partire per l'Italia. Tuttavia fino al XVI secolo non ha inizio una vera e propria crescita urbanistica.
Qui ebbe luogo nel 1569 una celebra disputa tra il protestantesimo moderato e quello radicale - la disputatio di Varadino, alla presenza del principe Giovanni Sigismondo. Il vincitore della disputa fu il protestantesimo radicale e pacifista, l'unitarianesimo, al quale aderirono dopo la disputa 3 000 persone. Nel corso del XVIII secolo, soprattutto grazie agli intraprendenti vescovi (in particolare Pál Forgách e Adam Patačić), la città fiorì architettonicamente e urbanisticamente.
L'ingegnere viennese Franz Anton Hillebrandt progettò una città in stile barocco e, a partire dal 1752, molte costruzioni degne di nota vennero costruite, quali la cattedrale cattolica e il palazzo vescovile cattolico.

## Monumenti e luoghi d'interesse

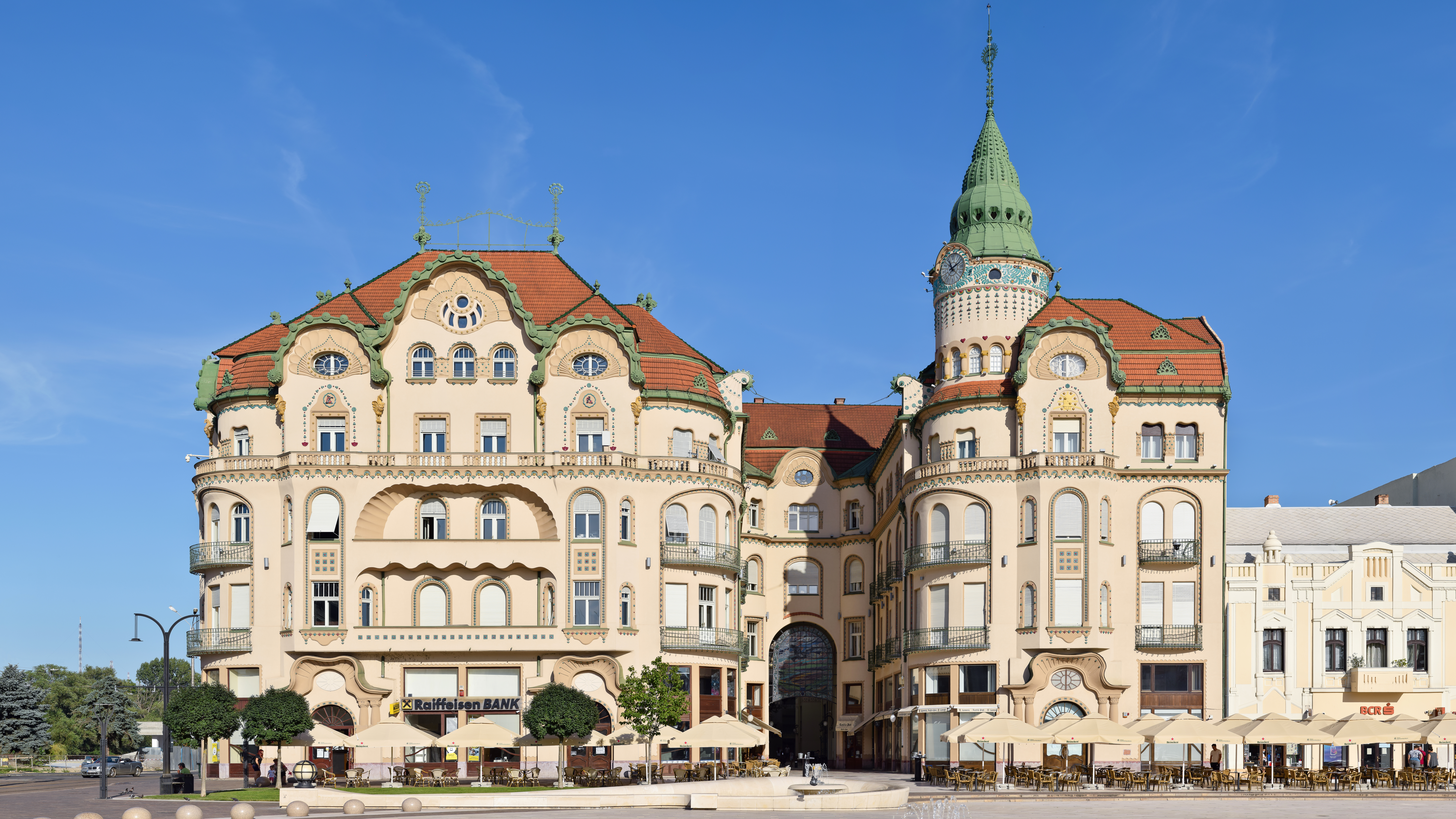
Hotel Vulturul Negru, costruzione in stile secessione

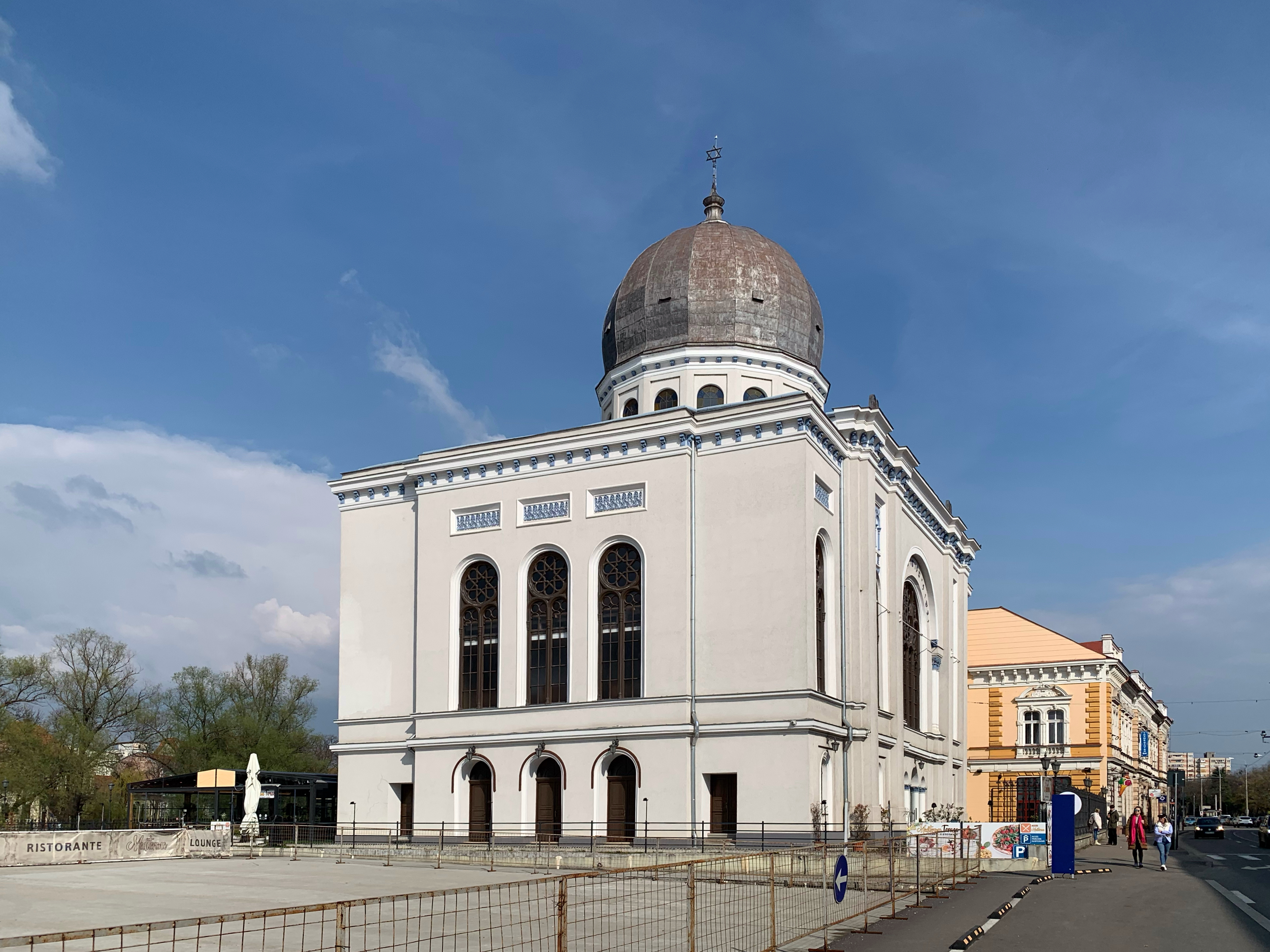
La Sinagoga di Oradea in stile moresco

Oradea ha edifici storici di grande interesse, maggiormente di stile Art Nouveau e Barocco, reminiscenze dell'epoca durante la quale la città fu parte dell'Ungheria prima e dell'Impero austro-ungarico poi. Tra gli architetti più importanti che vi lavorarono vi sono Kálmán Rimanóczy, padre e figlio, che costruirono per esempio il palazzo del vescovado greco-cattolico, il centro commerciale, la sinagoga neologa, il palazzo del vescovado ortodosso, il palazzo in stile veneziano che porta il suo nome. Da ricordare anche la coppia di artisti Komor Marcell e Jakab Dezső architetti del bellissimo complesso Aquila Nera.
Durante il comunismo e nei primi anni della transizione della Romania del post-comunismo, molti di questi edifici storici vennero abbandonati. Dopo il 2002, quando la Romania entrò in un periodo di boom economico, molti di questi palazzi vennero ristrutturati anche da multinazionali e da banche europee e riportati allo splendore originale.

### Principali attrazioni
La città ha molte attrazioni turistiche, come il centro benessere di Băile Felix situato appena fuori dal centro abitato, raggiungibile via treno e con l'automobile.
Altri siti di interesse sono:
- Il Palazzo barocco, sede del vescovado cattolico, con le sue 365 finestre e 100 camere e affreschi.
- Cattedrale cattolica di Santa Maria (Basilica Minore), in stile barocco, edificata tra il 1752 e il 1780. Vi sono conservate le reliquie del re d'Ungheria, San Ladislao.
- Cattedrale di San Nicola, in stile barocco, sede dell'eparchia greco-cattolica romena di Oradea.
- Cetatea Oradea - la Fortezza di Oradea, di forma pentagonale.
- Biserica cu Lună - una chiesa unica in Europa con un meccanismo simile a un orologio che indica le fasi lunari.
- L'Hotel e Pasajul "Vulturul Negru" - il passaggio dell'"Aquila Nera".
- Muzeul "Endre Ady" - la casa museo di uno dei più grandi poeti ungheresi, voce dell'amicizia rumeno-ungherese.
- Teatrul de Stat - il Teatro di Stato, disegnato da due architetti austriaci (Hellner e Fellner) autori di circa cento teatri in tutta Europa verso la fine del XIX secolo, tra cui Vienna, Budapest, Fiume e Zagabria.
- Ci sono circa 100 chiese di diversi culti in Oradea, insieme a tre sinagoghe e alla più grande chiesa battista dell'Europa dell'Est.

## Società

### Etnie
Popolazione di maggioranza ungherese nel passato, dopo l'unione nel 1918 con la Romania e dopo lo sterminio degli ebrei (un quarto circa della popolazione) da parte dei nazisti durante il periodo in cui la città era tornata a far parte dell'Ungheria. Con la restituzione alla Romania, nel 1945, si è incentivata una forte immigrazione interna rumena che ha cambiato la composizione etnica della città. I dati statistici confermano questo mutamento della composizione etnica:
- 1910: 69 000 (rumeni: 5,6%, ungheresi: 91,10%)
- 1920: 72 000 (R: 5%, H: 92%)
- 1930: 90 000 (R: 25%, H: 67%)
- 1966: 122 634 (R: 46%, H: 52%)
- 1977: 170 531 (R: 53%, H: 45%)
- 1992: 222 741 (R: 64%, H: 34%)
- 2002: 206 235 (R: 70%, H: 28%)

## Geografia antropica

### Quartieri
La città è composta dai seguenti quartieri (cartiere in rumeno):
- Centru Oradea (centro cittadino)
- Vie
- Nufărul
- Rogerius
- Velenţa
- Cantemir
- Ioşia
- Ioşia Nord
- Episcopia-Bihor

## Infrastrutture e trasporti

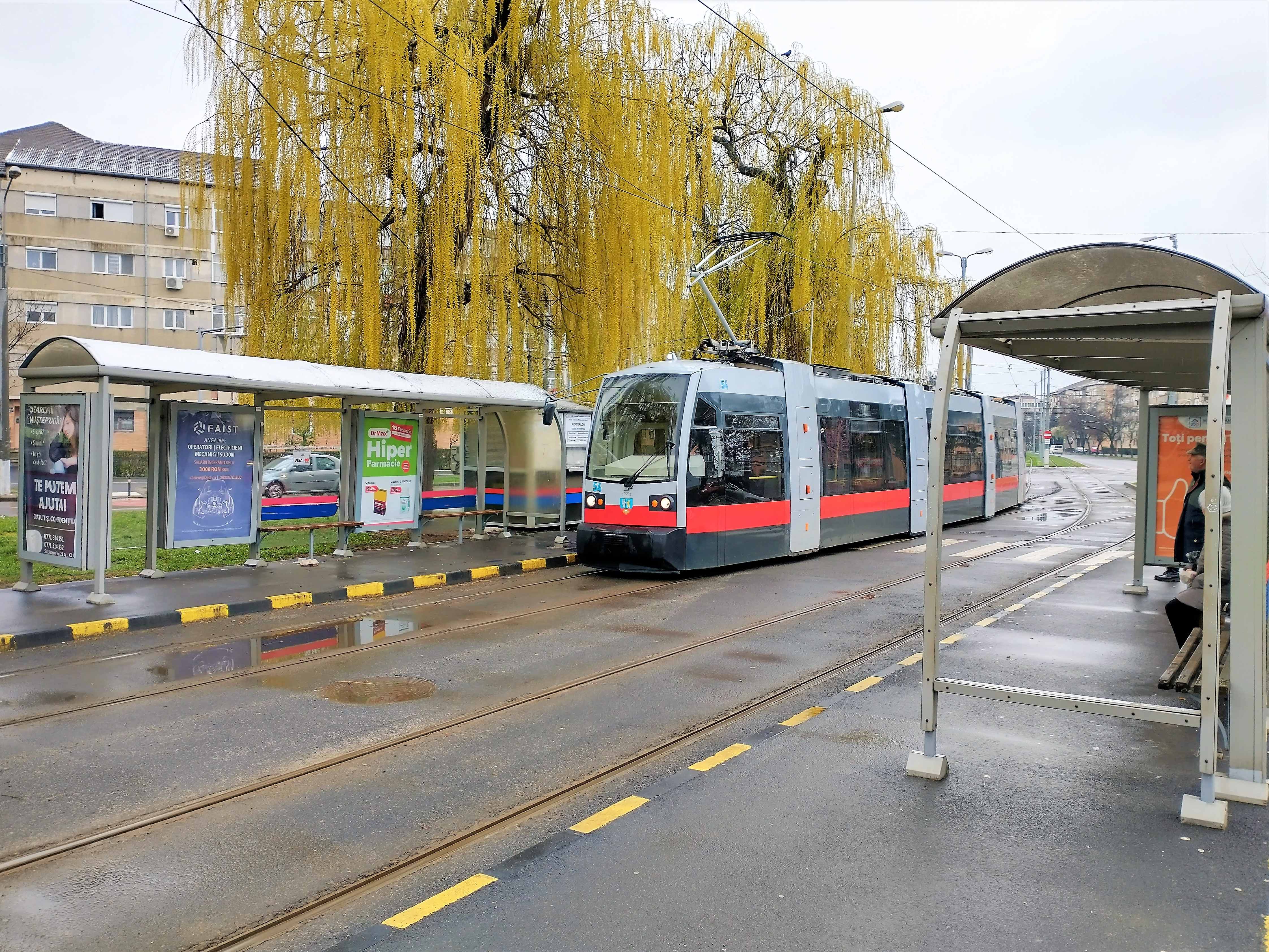
Tram ULF

I collegamenti del trasporto pubblico sono effettuati dalla OTL. Si tratta di sette linee del tram (1,2,3,4,5,6,7) e di molti autobus. La città ha tre stazioni ferroviarie, la Centrale, la Ovest e la Est. La stazione ovest è situata nel quartiere di Ioşia e la stazione centrale (chiamata 'Oradea') nel centro della città, vicino al quartiere di Vie.
È presente anche un aeroporto internazionale (ex aeroporto militare) appena fuori città.

## Economia
Oradea è stata per lungo tempo una delle città più ricche prima dell'Ungheria e poi della Romania, soprattutto grazie alla sua posizione (al confine con l'Ungheria), che la rende un punto di passaggio obbligato verso l'Europa occidentale. Dopo il 1989, Oradea ha visto un ulteriore miglioramento economico, non tanto in termini di industrie, quanto nel settore del terziario e dei servizi, per via della presenza di un numero non trascurabile di consumatori.
Oradea ha un tasso di disoccupazione del 6,0%, sensibilmente più basso della media in Romania ma più alto di quello della regione del Bihor, la cui media si attesta intorno al 2%. Oradea al momento realizza circa il 63% del PIL del Bihor, pur avendo soltanto il 34,5% della popolazione. Le industrie principali sono quelle relative alla produzione di mobili, al settore tessile e dell'abbigliamento, calzature, alimentari e informatiche.
Nel 2003 è stato aperto a Oradea il primo grande centro commerciale della città, il Lotus Market. Sono stati aperti anche tanti supermarket e due magazzini all'ingrosso.

## Amministrazione

### Gemellaggi
Oradea è gemellata con le seguenti città:
- Debrecen, dal 1992
- Linköping, dal 1996
- Coslada, dal 2005
- Givatayim, dal 2005
- Mantova, dal 2005
- Ceyrat, dal 2008